# Restauration scolaire en France
 (décembre 2017).

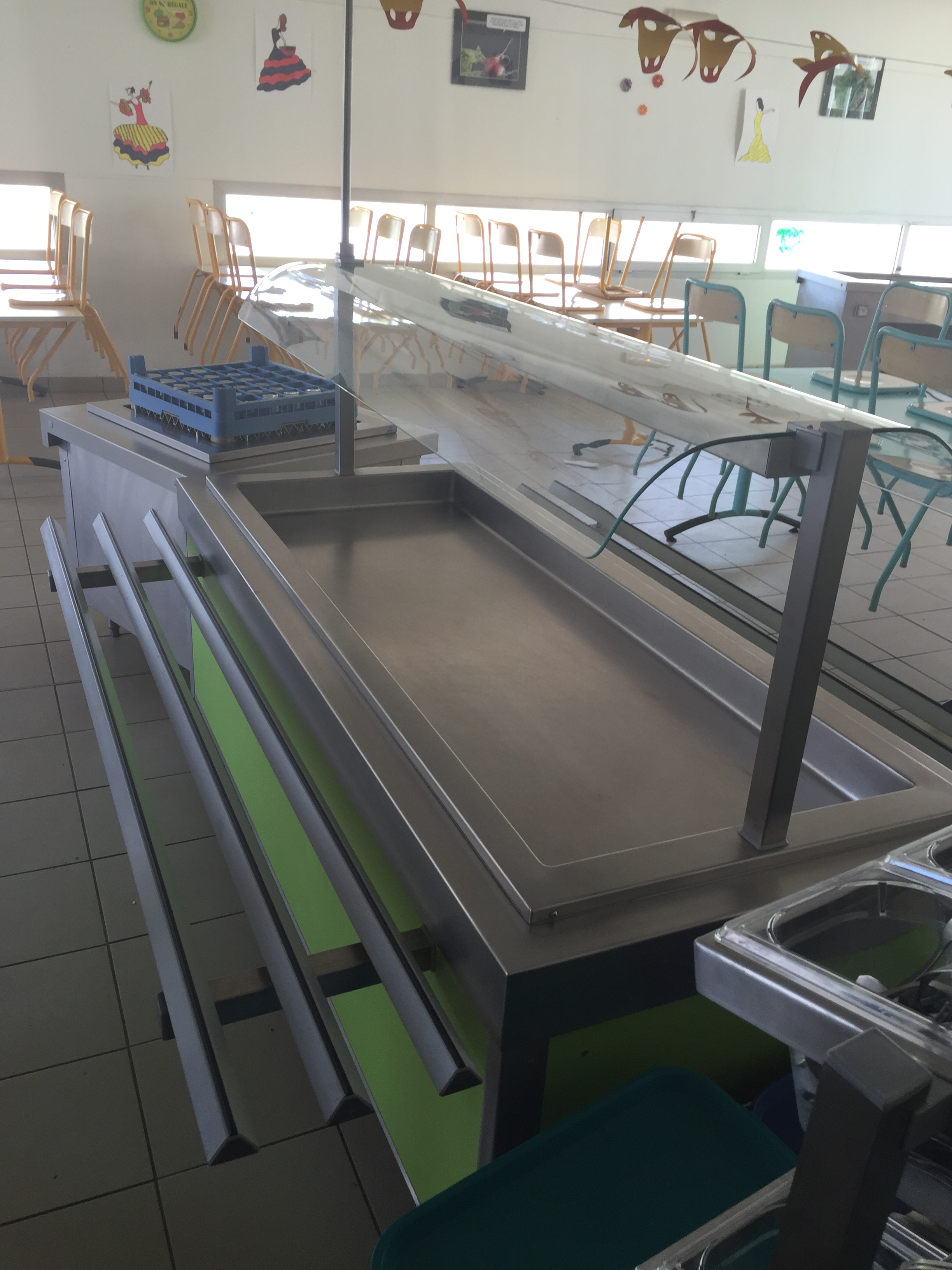
Une cantine scolaire

La restauration scolaire en France est une composante intégrée aux établissements scolaires qui donne accès à des élèves ou étudiants demi-pensionnaires à un déjeuner sur le lieu de leur scolarité.
Cette restauration scolaire est encadrée par différents textes et recommandations, et remplit le rôle d'un apport nutritif, ainsi que d'autres fonctions telles que l'éducation, un lien social.

## Objectif
La restauration scolaire a un devoir de restitution calorique; fonction nutritionnelle de base, moteur de la fonction alimentation, la restitution calorique doit être d’autant plus exacte qu’elle est destinée à une seule typologie de « consommateurs », ce qui élimine les risques d’erreurs dus aux compromis ou à la recherche d’équilibre. Elle doit donc faire l’objet d’un consensus total puisqu’elle détermine à elle seule la taille des besoins et donc le dimensionnement et la capacité des moyens à mettre en œuvre. 
Sa traduction est le bol alimentaire partiel puisque ces « consommateurs » ne sont pris en charge que sur une partie de la journée alimentaire.
La cantine, intégrée aux établissements scolaires (écoles, collèges et lycées), remplit aussi une fonction éducative : l'éducation au goût et à l'équilibre alimentaire des jeunes convives.

## Statistiques
La restauration scolaire en France représente plus d’un milliard de repas par an servis de la maternelle au lycée. Cela représente 7 millions d'élèves.

## Organisation
Dans les universités, ce sont les Centres Régionaux des Œuvres Universitaires Scolaires (CROUS), et donc l’État, qui décident du menu des restaurants universitaires. Dans les lycées, c’est la région, et dans les collèges, c’est le département. Dans le primaire (écoles maternelles et élémentaires), c’est la collectivité, incarnée par le maire de la commune, qui gère la restauration de l'école.
Il existe deux modes de restauration collective :
-   La gestion directe : c’est lorsque l’école s’occupe elle-même de ses repas. Pour cela elle doit posséder une cuisine sur place ou dans les environs (cuisine centrale qui lui livre tous les jours ses repas, en même temps qu’à d’autres structures). Dans le secteur primaire la moitié des écoles est en gestion directe, dans le secondaire c’est la majorité (93 %).
-   La gestion concédée : c’est lorsque l’école n’a pas les infrastructures nécessaires pour cuisiner elle-même ses repas ou ne souhaite pas le faire. Elle peut alors faire appel à une Société de Restauration Collective (SRC).

### Dans les écoles privées
Le privé n’est pas concerné par ce fonctionnement : c’est l’organisme gestionnaire de l’école qui est responsable de la question des menus.

#### Dans les écoles primaires
Le fonctionnement des écoles maternelles et élémentaires est une dépense obligatoire pour les communes. Par contre, la restauration scolaire ne l'est pas . La responsabilité de la cantine relève de la collectivité locale à partir du moment où elle l'a mise en place. C'est le maire qui choisit ou non de proposer ce service à sa commune. Les modes d'organisation varient selon la taille des communes. Le service est assuré par le personnel communal ou peut être délégué à une association (association de parents d'élèves, association familiale…) ou à une société de restauration. Dans ce cas, la mairie passe généralement une convention ou un contrat avec le prestataire associatif ou commercial. Ce dernier peut assurer la préparation des menus, les commandes, la production et le service des usagers . La commune peut donc déléguer la gestion, la fourniture et la préparation des repas mais pas la surveillance des enfants qui relève du service public de l'enseignement (avis du Conseil d'État).

#### Dans les collèges et les lycées
La majorité des collèges et des lycées gère directement la préparation des repas qui sont préparés et consommés sur place. Dans certains cas, la gestion est assurée par une société de restauration collective : les repas sont alors préparés dans une cuisine centrale puis livrés dans une cuisine dite « satellite », soit en « liaison chaude », soit en « liaison froide ».
Depuis le 1er janvier 2005, date d'entrée en vigueur de la loi du 13 août 2004, il y a transfert de compétences en matière d'hébergement et de restauration aux départements et aux régions.

## Cadrage législatif dans la restauration scolaire

### Le programme national nutrition santé
Jusqu'à la création du Programme national pour l'alimentation en 2010, la qualité nutritionnelle des repas fournis dans une cantine était fixée par une circulaire interministérielle du 25 juin 2001, « peu ou mal appliquée ». À la suite de l'article 1er de la loi de modernisation de l'agriculture et de la pêche de 2010, elle est aujourd'hui régie par décret et arrêté, publiés conjointement au JO du 2 octobre 2011.
Le Programme National Nutrition Santé (PNNS), a été lancé en 2001 par le gouvernement dans le but d’améliorer l’état de santé des Français en agissant sur la nutrition. Il s’appuie sur des recommandations scientifiques, comme celles de l’ANSES et du Haut Conseil à la Santé Publique (HCSP), et traduit ces recommandations nutritionnelles à destination de l’ensemble de la population.
Il est peu connu du grand public, mais c’est pourtant lui qui se cache derrière le slogan “5 fruits et légumes par jour”.
Ce programme de santé est important car c’est de lui que découlent les recommandations nutritionnelles établies par le GEM-RCN.
Le Groupement d’Étude des Marchés en Restauration Collective et de Nutrition (GEMRCN) a publié un guide pratique concernant la qualité nutritionnelle des repas servis en restauration collective sociale. Il a été validé par le Conseil scientifique de l'Observatoire économique de l'achat public (OEAP), le 4 mai 2007. 
Les objectifs prioritaires sont basés sur ceux du Programme National Nutrition Santé : Augmenter la consommation de fruits, de légumes et de féculents ; augmenter les apports en fer et en calcium ; diminuer les apports en glucides simples ajoutés ; diminuer les apports en lipides et veiller aux excès d’apport en sodium. 
Certains de ces objectifs sont modulés en fonction des populations concernées.
Le GEMRCN recommande d’élaborer des plans de menus sur 20 repas successifs.
Pour atteindre ces objectifs, un arrêté joint au décret dresse un « grammage » très précis des portions selon les âges et fixe des limites pour les sucres, les graisses, les produits frits ou encore les viandes hachées.
Sur 20 repas successifs, il ne faut pas plus de « quatre entrées » et « trois desserts » constitués de produits gras (teneur en matières grasses supérieure à 15 %) et « pas plus de quatre plats protidiques ou garnitures constitués de produits gras à frire ou préfrits ».
Il ne faut pas non plus « plus de quatre desserts constitués de produits sucrés » (contenant plus de 20 g de sucres simples au total par portion).
En revanche, il faut « au moins 10 repas » avec « en entrée ou accompagnement du plat des crudités de légumes ou des fruits frais » et « au moins huit repas avec en dessert des fruits crus ».

#### La part des produits issus de l'agriculture biologique
Selon l'Observatoire 2017 des produits biologiques en restauration hors domicile publié par l'Agence Bio, 79 % des établissements scolaires proposent des aliments « bio », contre 75 % en 2016. 

### Limites et critiques du PNNS
L’Institut Général des Affaires Sociales, ou IGAS, a été chargé en 2015 par le gouvernement de mener une évaluation du dernier Programme National Nutrition Santé (PNNS 3). Ses conclusions sont sans appel.
« À vouloir avancer par consensus, le PNNS n’a jamais été en capacité d’adopter des mesures dont l’efficacité est pourtant reconnue. Il a alors occulté, au nom du consensus et des intérêts des parties prenantes, des aspects importants de la problématique nutritionnelle. En particulier, il a insuffisamment pris en compte les actions possibles sur l’offre, tant le pouvoir des lobbies de l’agro-alimentaire est puissant ».

#### De sérieux problèmes de gouvernance
Les auteurs de l’évaluation font état de nombreux problèmes de gouvernance du PNNS. D’après eux, les limites seraient pour l’essentiel structurelles, avec un comité de pilotage et un comité de suivi trop centrés sur le ministère de la Santé et trop éloignées des acteurs locaux (telles que les collectivités par exemple), ce qui nuit à la bonne diffusion du programme dans les territoires. On trouve, également, dans ces comités, de nombreux « acteurs » et lobbies privés de l'industrie agroalimentaire tels que l’Association Nationale des Industries Agro-alimentaires (l’ANIA, qui représente les intérêts des groupes Avril et Lactalis, le Syndicat National des Fabricants de Sucre de France, la Fédération Française des Industriels Charcutiers, Traiteurs et Transformateurs de Viande, Danone, etc.), Alliance 7 (qui représente les Syndicats du Chocolat, de la Confiserie, etc.) ou encore le Conseil Supérieur de l’Audiovisuel.

#### Une représentation inégale des différents acteurs concernés
On peut cependant regretter qu’aucune association de protection de l’environnement n’y siège au regard de l’impact du contenu de nos assiettes sur la planète. La représentation des filières agricoles est également inégale, les filières animales étant actuellement surreprésentées. En conséquence, concernant les protéines animales, plusieurs des membres interrogés par l’IGAS ont d’ailleurs dénoncé l’influence de l'industrie laitière sur certains repères nutritionnels. 
Un déséquilibre qui pourrait entraîner un certain manque de recul et éloigner les pouvoirs publics des recommandations scientifiques actuelles.
Une expérience vécue par François Baudier, aujourd’hui président de la Fédération Nationale d’Éducation et de Promotion de la Santé (FNEPS) et l’une des personnalités à l’origine du PNNS, peut attester de la forte emprise des lobbies de l'industrie agroalimentaire sur les comités du PNNS : « Lors d’un colloque scientifique soutenu par l’industrie agro-alimentaire, j’ai défendu ardemment le PNNS et je me suis fait agresser par les personnes présentes (principalement des médecins et diététiciens...) liées directement ou indirectement à ces intérêts privés ».

#### Le poids deslobbiesde l'industrie agroalimentaire
Une autre illustration des liens étroits entre politiques de santé et entreprises privées qui revient à plusieurs reprises dans le rapport de l’IGAS est celui de l’Observatoire national de l’activité physique et de la sédentarité (ONAPS) : une initiative interministérielle sponsorisée par… Coca-Cola,.
Le rapport de l'Institut Général des Affaires Sociales conclut en ces termes : « Les agents économiques [...] ne devraient pas être placés en situation de peser sur les messages de santé publique, ou d’empêcher le recours à une large palette d’outils à l’efficacité établie [...]. C’est pourtant le cas, faute de portage politique fort. Et bien des arbitrages sont marqués du sceau des pressions dont ils ont été l’objet. »

## Le Groupe d’Étude des Marchés de Restauration Collective et de Nutrition (GEM-RCN)
Le Programme National Nutrition Santé établit des recommandations à destination du grand public. Le ministère de l’Économie les “traduit” ensuite en recommandations techniques (fréquences des repas, taille des portions, composition des menus, etc.) à destination des acheteurs de la restauration collective et donc scolaire. L’objectif est double: gérer au mieux les achats publics (et donc préserver les finances de l’État) et garantir une nutrition adaptée à tous les consommateurs des établissements de restauration collective gérés par l’État. En 2011 une partie de ces recommandations du GEM-RCN a pris un caractère obligatoire via la publication de deux textes officiels : l’arrêté et le décret n° 2011-1227 du 30 septembre 2011. Cette réglementation impose les fréquences recommandées par le GEM-RCN, ainsi que les quantités pour les aliments transformés (pour les produits faits maison, seules les fréquences s’appliquent).
Les personnes invitées à participer aux réunion du GEM-RCN se répartissait en 2014 de la façon suivante: sur les 43 participants:
18 étaient des professionnels de la restauration collective, 6 représentants d’associations de nutritionnistes et de diététiciens, 6 représentants des filières animales (3 représentants des filières viande– SNIV-SNPC/syndicat des entreprises françaises des viandes, Interdev et le CIV – et 3 représentant de l’ATLA, les filières laitières industrielles nationales), 2 représentants de l’État (1 pour chaque ministère : Agriculture et Santé) et 3 représentants des collectivités, 3 représentants scientifiques (1 INRA et 2 ANSES), 2 représentants des filières végétales (1 association de promotion des aliments au soja, SOJAXA, 1 interprofession des légumes, l’INTERFEL), 2 représentants des plus grandes fédérations d’industriels français: l’ANIA et le GécoFood Services,1  représentant de filière qualité (Fédération Nationale d’Agriculture Biologique).

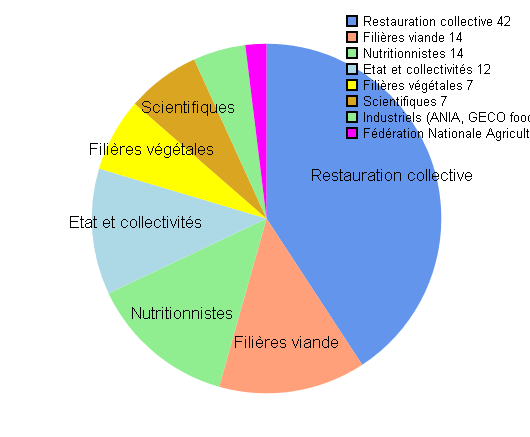
Composition des membres du Groupe d’Étude des Marchés de Restauration Collective et de Nutrition dont le but est d'établir des recommandations nutritionnelles précises à destination des acheteurs de la restauration collective en 2014.

En décembre 2017, Greenpeace France publie un rapport sur la participation des lobbies de l'industrie agro-alimentaire aux recommandations nutritionnelles officielles définies dans le cadre du Programme national nutrition santé.
De plus les relevés de présence à ces réunions de 2014, que Greenpeace s’est procurés, montrent que 
beaucoup de personnes invitées ont peu, voire jamais, participé aux travaux.
Il montre notamment :
- que les représentants des ministères de la Santé et de l’Agriculture avaient assisté à moins de 3 réunions sur les 7,
- que les 3 représentants scientifiques n’avaient assisté qu’à une seule réunion sur les 7,
- que seuls 3 nutritionnistes ont assisté à au moins la moitié des réunions.

### Le prix de la restauration scolaire
À partir de 2006, la liberté des tarifs est la règle depuis que le décret no 2000-672 du 19 juillet 2000 a été abrogé par le décret n°2006-753 du 29 juin 2006. Ce nouveau décret pose le principe de la liberté des tarifs de la restauration scolaire et transfère l'organisation du service et la fixation des prix à la collectivité territoriale compétente. Chaque collectivité détermine ainsi le tarif applicable sous sa responsabilité, sachant que les tarifs ne peuvent excéder le coût du service rendu.
En effet, la loi d'orientation relative à la lutte contre les exclusions (loi no 98-657 du 29 juillet 1998) prévoit, à l'article 147, que « les tarifs des services publics administratifs à caractère facultatif peuvent être fixés en fonction du niveau du revenu des usagers et du nombre de personnes vivant au foyer. Les droits les plus élevés ainsi fixés ne peuvent être supérieurs au coût par usager de la prestation concernée. Les taux ainsi fixés ne font pas obstacle à l'égal accès de tous les usagers au service. »
Le décret du 29 juin 2006 tient compte de ces dispositions. Les prix pratiqués au titre de la restauration scolaire ne peuvent être supérieurs au coût par usager des charges supportées au titre du service de restauration. Cette disposition plafonne les tarifs de la restauration scolaire afin qu'ils ne puissent pas excéder le montant des charges supportées pour la fourniture des repas.
C'est l'ensemble des charges qui est visé par cette définition, y compris le montant annuel de l'amortissement des investissements réalisés au titre du service de restauration.
En revanche, la collectivité territoriale doit déduire du coût supporté les subventions de toute nature qu'elle peut percevoir, pour quelque motif que ce soit, au titre du service de la restauration scolaire.

### Gaspillage alimentaire
Selon une étude de l'Ademe publiée en mai 2016, la restauration collective représente près de 540 000 tonnes de nourriture jetées, ce qui représente plus d'1 million de repas perdus. En moyenne, un établissement de restauration collective produit 144 grammes de biodéchets par repas, dont 113 grammes de pertes et gaspillage alimentaires. Les pertes et gaspillage alimentaires représentent en moyenne 17 % des aliments achetés (en poids), 14 % des coûts d'achat de matières premières et 17 % des émissions de gaz à effet de serre. Les cuisines centrales ont des pertes 65 % plus élevées que les cuisines sur place, et 25 % des aliments préparés sont perdus, contre 14 % pour les cuisines sur place.

## Inscription dans une cantine d'une école primaire
L’article L. 131-13 du code de l’éducation issu de la loi n° 2017-86 du 27 janvier 2017 relative à l’égalité et à la citoyenneté dispose que l’inscription à la cantine des écoles primaires est un droit pour tous les enfants scolarisés :  “L’inscription à la cantine des écoles primaires, lorsque ce service existe, est un droit pour tous les enfants scolarisés. Il ne peut être établi aucune discrimination selon leur situation ou celle de leur famille.” 
Cependant, la cantine scolaire à l'école est un service public facultatif comme rappelé par le Conseil constitutionnel (Cons. constat., 26 janv. 2017, n° 2016-745 DC).
Le juge administratif a pu considérer qu'une école ne peut plus, depuis la loi de 2017, refuser l'inscription d'un enfant à l'école.